# Laos op de Olympische Zomerspelen 1992
Laos nam deel aan de Olympische Zomerspelen 1992 in Barcelona, Spanje. De selectie bestond uit zes deelnemers, actief in twee sporten. Net zoals bij hun eerdere deelnames werden er geen medailles gewonnen.

## Deelnemers en resultaten
(m) = mannen, (v) = vrouwen 

### Atletiek
| Olympiër              | Discipline            | Resultaat | Prestatie                     |
| --------------------- | --------------------- | --------- | ----------------------------- |
| Sitthixay Sacpraseuth | 100m (m)              | 78e       | serie 7: 8ste in 12,02        |
| Bounhom Siliphone     | 200m (m)              | 75e       | serie 4: 6de in 23,64         |
| Vanxay Sinebandith    | 400m (m)              | 67e       | serie 2: 8ste in 51,71        |
| Khambieng Khamiar     | 800m (m)              | 55e       | serie 6: 8ste in 2.02,45      |
| Khambieng Khamiar     | 1500m (m)             | 45e       | serie 1: 12de in 4.04,82 (NR) |
| Saleumphone Sopraseut | 20km snelwandelen (m) | DSQ       | gediskwalificeerd             |

### Boksen
| Olympiër              | Discipline  | Resultaat | Prestatie                                                         |
| --------------------- | ----------- | --------- | ----------------------------------------------------------------- |
| Khamsavath Vilayphone | -63,5kg (m) | 17e       | 1ste ronde: V van MGL Altankhuyag: scheidsrechterlijke beslissing |

Albanië · Algerije · Amerikaanse Maagdeneilanden · Amerikaans-Samoa · Andorra · Angola · Antigua en Barbuda · Argentinië · Aruba · Australië · Bahama's · Bahrein · Bangladesh · Barbados · België · Belize · Benin · Bermuda · Bhutan · Bolivia · Bosnië en Herzegovina · Botswana · Brazilië · Britse Maagdeneilanden · Bulgarije · Burkina Faso · Canada · Centraal-Afrikaanse Republiek · Chili · China · Chinees Taipei · Colombia · Congo-Brazzaville · Cookeilanden · Costa Rica · Cuba · Cyprus · Denemarken · Djibouti · Dominicaanse Republiek · Duitsland · Ecuador · Egypte · El Salvador · Equatoriaal-Guinea · Estland · Ethiopië · Fiji · Filipijnen · Finland · Frankrijk · Gabon · Gambia · Gezamenlijk team · Ghana · Grenada · Griekenland · Groot-Brittannië · Guam · Guatemala · Guinee · Guyana · Haïti · Honduras · Hongarije · Hongkong · Ierland · IJsland · India · Indonesië · Irak · Iran · Israël · Italië · Ivoorkust · Jamaica · Japan · Jemen · Jordanië · Kaaimaneilanden · Kameroen · Kenia · Koeweit · Kroatië · Laos · Lesotho · Letland · Libanon · Libië · Liechtenstein · Litouwen · Luxemburg · Madagaskar · Malawi · Malediven · Maleisië · Mali · Malta · Marokko · Mauritanië · Mauritius · Mexico · Monaco · Mongolië · Mozambique · Myanmar · Namibië · Nederland · Nederlandse Antillen · Nepal · Nicaragua · Nieuw-Zeeland · Niger · Nigeria · Noord-Korea · Noorwegen · Oeganda · Oman · Oostenrijk · Pakistan · Panama · Papoea-Nieuw-Guinea · Paraguay · Peru · Polen · Portugal · Puerto Rico · Qatar · Roemenië · Rwanda · Saint Vincent‑Grenadines · Salomonseilanden · Samoa · San Marino · Saoedi-Arabië · Senegal · Seychellen · Sierra Leone · Singapore · Slovenië · Soedan · Spanje · Sri Lanka · Suriname · Swaziland · Syrië · Tanzania · Thailand · Togo · Tonga · Trinidad en Tobago · Tsjaad · Tsjecho-Slowakije · Tunesië · Turkije · Uruguay · Vanuatu · Venezuela · Verenigde Arabische Emiraten · Verenigde Staten · Vietnam · Zaïre · Zambia · Zimbabwe · Zuid-Afrika · Zuid-Korea · Zweden · Zwitserland · Onafhankelijke olympische deelnemers